# Thorectes chalconotus
Thorectes chalconotus is een keversoort uit de familie mesttorren (Geotrupidae). De wetenschappelijke naam van de soort werd in 1840 gepubliceerd door Louis Alexandre Auguste Chevrolat.